# Lokkaïta-(Y)
La lokkaïta-(Y) és un mineral de la classe dels carbonats, que pertany al grup de la tengerita. Rep el seu nom del professor Lauri Lokka (1885-1966), mineralogista finlandès i químic en cap del Geological Survey of Finland, a Hèlsinki, Finlàndia.

## Característiques
La lokkaïta-(Y) és un carbonat de fórmula química Ca(Y,Gd,Nd,Dy)₄(CO₃)₇·9H₂O. Va ser aprovada com a espècie vàlida per l'Associació Mineralògica Internacional l'any 1969. Cristal·litza en el sistema ortoròmbic. Forma feixos de cristalls fibrosos, d'uns 0,5 mil·límetres, en agregats aïllats radials, i en incrustacions pulverulentes.
Segons la classificació de Nickel-Strunz, la lokkaïta-(Y) pertany a «05.CC - Carbonats sense anions addicionals, amb H₂O, amb elements de terres rares (REE)» juntament amb els següents minerals: donnayita-(Y), ewaldita, mckelveyita-(Y), weloganita, tengerita-(Y), kimuraïta-(Y), shomiokita-(Y), calkinsita-(Ce), lantanita-(Ce), lantanita-(La), lantanita-(Nd), adamsita-(Y), decrespignyita-(Y) i galgenbergita-(Ce).

## Formació i jaciments
És un mineral secundari format per l'alteració de minerals primaris de terres rares. Va ser descoberta a la pegmatita de Pyörönmaa, a Kangasala, Finlàndia. Sol trobar-se associada a altres minerals com la tengerita-(Y), la lantanita i la kimuraïta-(Y).